# 仁川国際空港
仁川国際空港 （インチョンこくさいくうこう、韓: 인천국제공항, 英: Incheon International Airport, IATA: ICN, ICAO: RKSI ）は、韓国の仁川広域市中区にある国際空港。韓国最大の空港であり、首都・ソウル特別市の西47 kmに位置している。2001年3月29日に開港し、大韓航空やアシアナ航空、格安航空会社（LCC）各社などが拠点としている。
開港と同時に、ソウル特別市の金浦国際空港を発着していた国際線が全て当空港に移転した。ソウルへの国際線空港として機能していることから、ソウル市外に所在しながら飛行機の行先では単に「ソウル」と案内されることが多い。現在、4本の滑走路が供用中である。
毎年の航空業界評価会社であるスカイトラックス(Skytrax)の世界TOP100国際空港で常に最上位圏(1-3位)を占めている。国際空港評議会(ACI)が主管する世界空港サービス評価(ASQ)では、世界最高のサービス品質を提供する空港として12年連続で選定された。
韓国国内線は国際線乗り継ぎ専用便として、釜山、大邱の各路線がある（過去には、一般の国内線も運航されていたが、乗り継ぎ専用便に転換、もしくは廃止されている）。また、遅延等の理由により深夜に済州を出発し、金浦空港に着陸不能な場合の代替空港となっている。

## 概説

仁川国際空港の位置。永宗島（東）と龍遊島（西）の間の埋立地

### 位置
韓国仁川広域市中区空港路424番通り47。仁川市街沖、永宗島と龍遊島の間に位置する埋立造成地。

### 広さ
- 敷地 1170ha（2001年の開港時）-  4700ha（空港開発用地）
内訳
第1旅客ターミナル 延床面積50万㎡
コンコース 延床面積16.5万㎡
第2旅客ターミナル 延床面積38万㎡
貨物ターミナル 13ha
国際業務団地 17ha
空港新都市 218ha

## 歴史
- 1992年
2月 首都圏新空港建設基本計画確定
11月 空港用地造成工事着工
- 1994年
7月 全長約13.4 km の南北防潮堤竣工
- 1996年
3月 新空港名称が「仁川国際空港」に決定
5月23日 旅客ターミナル建設工事着工
12月 滑走路建設工事着工
- 1999年
2月1日 仁川国際空港公社設立
- 2000年
6月30日 空港基本施設竣工
7月 空港運用リハーサル開始
11月 開港日発表
12月31日 旅客ターミナル竣工
- 2001年
3月29日 開港
10月30日 交通センター竣工
- 2007年
3月23日 交通センターに空港鉄道 仁川国際空港駅 開業（金浦空港駅までの部分開通）
- 2008年
5月27日 コンコース（搭乗棟）供用開始
6月20日 第3滑走路の使用を開始
- 2010年
12月29日 空港鉄道がソウル駅まで延伸
- 2013年
9月26日 第2旅客ターミナル着工[2]
- 2016年
2月3日 仁川空港磁気浮上鉄道が開業、交通センターに乗り入れる。
- 2018年
1月18日 第2旅客ターミナル開業
- 2020年
4月6日 新型コロナウイルス感染症（COVID-19）の世界的な流行拡大により、開港以来初めて1日利用者数が5,000人を割り込む。仁川国際空港公社は非常運営体制に転換し、航空会社の駐機料を3カ月間免除し、着陸料を2カ月間20%減免することを決定し、また出店する商業施設に対しても、賃料を最大6カ月間減免する[3]。
- 2021年
6月17日 第4滑走路の使用を開始

## 施設

### 第1旅客ターミナル

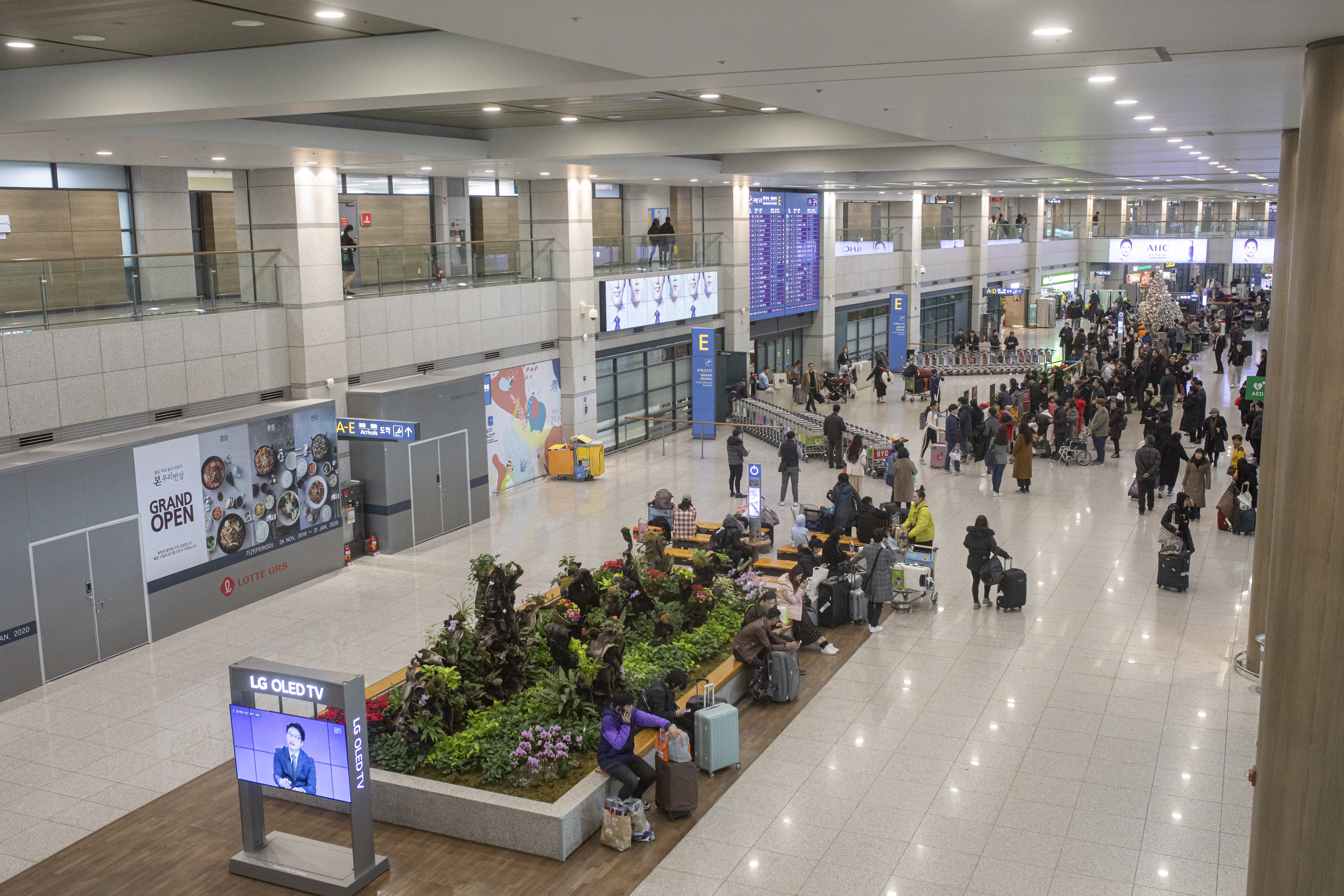
到着ロビー

第1旅客ターミナルはイギリスの建築家テリー・ファレルの設計で、地上4階・地下2階建て、延床面積50万平方メートル、東西1060メートル、南北149メートル、高さ33メートル、総工費は1兆3,816億ウォンとなっている。外観は空気と水の力学的な流れ、大型船舶の帆をイメージした柔軟なリズム感、そして安全性をイメージする芸術的造形美を取り込んで設計されている。また建物内部は経済・科学技術の発展をイメージし、最先端の設備を備えたインテリジェントビルである。

#### 第1交通センター

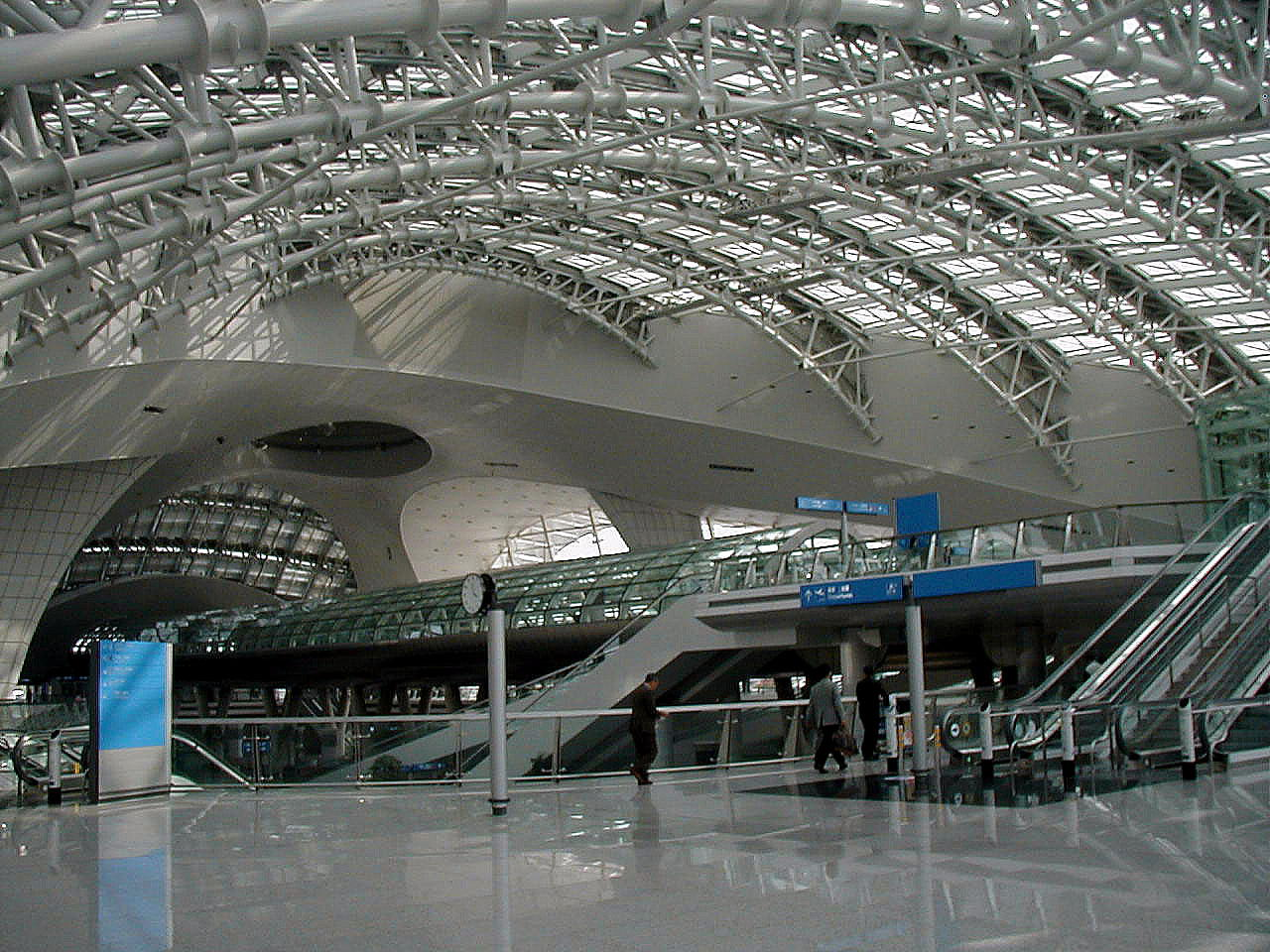
第1交通センター内部

仁川国際空港1ターミナル駅と短期駐車場、商業施設が設置されている。駅には空港鉄道と仁川空港磁気浮上鉄道が乗り入れている。地上2階、地下5階建てで、延床面積は25万㎡。航空機の翼や鳥を象徴するような屋根構造をイメージし、人々の安全を祈る韓国伝統の鶴の思いを込めて設計されている。また地に足を着けた飛行体をイメージしたこの建物は、空と地上を結ぶ意味が込められ、飛行機の運航の安全を祈願する意味を込めて設計されている。第1旅客ターミナルビルまで徒歩5分ほどと離れているため、無料の電動カートのサービスがある。

### 第2旅客ターミナル
ヒリム総合建築・ムヨン総合建築・ゲンスラーからなるコンソーシアムの設計により、2013年9月26日に着工し、2018年2月開催の平昌オリンピックを見据えて、2018年1月18日に開業した。第1旅客ターミナルの北側2.4 kmの場所に位置し、地上5階、地下2階建、延床面積38万平方メートル、年間旅客処理能力1,800万人、ボーディング・ブリッジは37か所設置される。開業後は、年間旅客処理能力が4,400万人から6,200万人に増加する見込みである。
第2旅客ターミナルは、開業当初はスカイチームの大韓航空、デルタ航空、エールフランス、KLMオランダ航空が利用している。2018年10月28日より、他のスカイチームのアエロメヒコ航空、アリタリア-イタリア航空、チャイナエアライン、ガルーダ・インドネシア航空、厦門航空、チェコ航空、アエロフロート・ロシア航空も移転した。2023年7月1日より、大韓航空系の格安航空会社ジンエアーも移転した。
既存のコンコース（搭乗棟）との間には、シャトルトレイン（スターライン）が建設された。第2ターミナルへのアクセス道路(11.2 km)、各ターミナル間の連絡道路(11.0 km)も建設された。第2交通センターも併設され、空港鉄道の仁川国際空港2ターミナル駅が2018年1月13日に開業、バスターミナル、短期駐車場(2,600台)が設置される。

### コンコース（搭乗棟）
第1旅客ターミナルの北側に分館として「コンコース」（搭乗棟）が建設され、2008年5月27日より供用が開始された。地下を通る「シャトルトレイン」という新交通システムで、各旅客ターミナルとの間を約1分で連絡する。
第1旅客ターミナルと、第2旅客ターミナルの間で国際線の乗り継ぎがある場合、コンコースでシャトルトレインを乗り継ぐことで、ターミナル間の移動ができる。

## 就航航空会社と就航地

### 国際線
| 航空会社                             | 目的地 | ターミナル                        |
| ------------------------------------ | --- | --------------------------------- |
| 大韓航空                             | 日本 東京/羽田、東京/成田、大阪/関西、大阪/神戸（2025年4月18日就航、定期チャーター便）、名古屋/中部、札幌/新千歳、福岡、沖縄/那覇、青森、新潟、小松、岡山、長崎、熊本、大分（冬季季節運航）、鹿児島 中国/香港 北京/首都、上海/浦東、広州、大連、青島、天津、西安、長沙、昆明、瀋陽、深圳、武漢、廈門、延吉、鄭州、合肥、張家界、南京、杭州、香港、マカオ アジア ウランバートル、台北/桃園、台中、マニラ、セブ、ハノイ、ホーチミンシティ、ダナン、ニャチャン、フーコック島、バンコク/スワンナプーム、プーケット、チェンマイ、シンガポール、クアラルンプール、ジャカルタ、デンパサール、プノンペン、ヤンゴン、デリー、カトマンズ 中東 ドバイ、イスタンブール ヨーロッパ パリ/CDG、ロンドン/LHR、フランクフルト、アムステルダム、ミラノ/マルペンサ、ローマ/フィウミチーノ、ウィーン、マドリード、リスボン、チューリッヒ、プラハ、ブダペスト 北アメリカ ニューヨーク/JFK、ワシントンD.C.、サンフランシスコ、ロサンゼルス/LAX、シカゴ/ORD、トロント、バンクーバー、アトランタ、ダラス/フォートワース、ラスベガス、シアトル、ボストン オセアニア シドニー、ブリスベン、オークランド、グアム、ホノルル | 2                                 |
| アシアナ航空                         | 日本 東京/羽田、東京/成田、大阪/関西、名古屋/中部、福岡、札幌/新千歳、旭川（2024年12月19日より運航再開）、仙台、熊本、宮崎、沖縄/那覇 中国/香港 北京/首都、上海/浦東、長沙、長春、ハルビン、成都/天府、大連、広州、杭州、南京、深圳、天津、西安、延吉、塩城、香港 アジア ウランバートル、台北/桃園、マニラ、セブ、クラーク、ハノイ、ホーチミンシティ、ダナン、バンコク/スワンナプーム、プーケット(2025年7月25日より運航再開予定)、チェンマイ、シンガポール、コタキナバル、ジャカルタ、プノンペン、アルマトイ、タシュケント ヨーロッパ ロンドン/LHR、パリ/CDG、フランクフルト、ローマ/フィウミチーノ、バルセロナ、 イスタンブール 北アメリカ ニューヨーク/JFK、サンフランシスコ、ロサンゼルス/LAX、シアトル オセアニア シドニー、ホノルル | 1                                 |
| チェジュ航空                         | 日本 東京/成田、大阪/関西、名古屋/中部、福岡、札幌/新千歳、函館、静岡、広島、松山、大分、鹿児島、沖縄/那覇 アジア 威海、台北/桃園、香港、マカオ、ウランバートル、マニラ、セブ、クラーク、ボホール、バンコク/スワンナプーム、チェンマイ、ヴィエンチャン、コタキナバル、ホーチミンシティ、ハノイ、ダナン、ニャチャン、ダラット、フーコック島、シンガポール、デンパサール オセアニア グアム、サイパン | 1                                 |
| ジンエアー                           | 日本 東京/成田、大阪/関西、名古屋/中部、札幌/新千歳、福岡、北九州、高松、沖縄/那覇、宮古/下地島、石垣 アジア 青島、黄山(2025年9月7日より就航予定)、恩施(2025年10月1日より就航予定)、台北/桃園、香港、マカオ、バンコク/スワンナプーム、プーケット、チェンマイ、ヴィエンチャン、コタキナバル、セブ、クラーク、ボホール、ダナン、ニャチャン、フーコック オセアニア グアム | 2                                 |
| エアソウル                           | 日本 東京/成田、大阪/関西、米子、高松、福岡 アジア 張家界、ダナン、ニャチャン、ボホール | 1                                 |
| エアプサン                           | 日本 東京/成田、大阪/関西、札幌/新千歳、福岡 アジア バンコク/スワンナプーム、ヴィエンチャン、ニャチャン、ボラカイ、カリボ | 2 (2025年7月29日よりT2に移転予定) |
| ティーウェイ航空                     | 日本 東京/成田、大阪/関西、札幌/新千歳、福岡、熊本、沖縄/那覇 アジア 青島、瀋陽、海口、香港、バンコク/スワンナプーム、ホーチミンシティ、ダナン、ニャチャン、ヴィエンチャン、セブ、カリボ、コタキナバル、シンガポール、高雄、台中、ビシュケク、ウランバートル ヨーロッパ パリ/CDG、フランクフルト、ローマ/フィウミチーノ、バルセロナ、ザグレブ オセアニア グアム、サイパン、シドニー 北アメリカ バンクーバー | 1                                 |
| イースター航空                       | 日本 東京/成田、大阪/関西、札幌/新千歳、福岡、沖縄/那覇、徳島 アジア 台北/桃園、バンコク/スワンナプーム、チェンマイ、ダナン、ニャチャン、フーコック島 | 1                                 |
| エアプレミア                         | 東京/成田、バンコク/スワンナプーム、ニューアーク、サンフランシスコ、ロサンゼルス/LAX | 1                                 |
| エアロK                              | 東京/成田、ニャチャン | 1                                 |
| ZIPAIR Tokyo                         | 東京/成田 | 1                                 |
| AirJapan                             | 東京/成田 | 1                                 |
| Peach Aviation                       | 東京/羽田、大阪/関西 | 1                                 |
| 中国国際航空                         | 北京/首都、上海/浦東、杭州、天津、成都、重慶、温州、延吉 | 1                                 |
| 中国東方航空                         | 北京/大興、上海/浦東、南京、青島、無錫、煙台、威海 | 1                                 |
| 中国南方航空                         | 北京/大興、上海/浦東、広州、深圳、長春、大連、鄭州、長沙、ハルビン、瀋陽、延吉、牡丹江 | 1                                 |
| 上海航空                             | 上海/浦東 | 1                                 |
| 山東航空                             | 青島、煙台、済南 | 1                                 |
| 深圳航空                             | 深圳、無錫 | 1                                 |
| 厦門航空                             | 厦門、福州 | 2                                 |
| 天津航空                             | 天津 | 1                                 |
| 四川航空                             | 成都 | 1                                 |
| 青島航空                             | 青島 | 1                                 |
| 春秋航空                             | 上海/浦東、揚州 | 1                                 |
| 北京首都航空                         | 三亜(2025年7月25日より就航予定) | 1                                 |
| キャセイパシフィック航空             | 香港 | 1                                 |
| 香港航空                             | 香港 | 1                                 |
| 香港エクスプレス航空                 | 香港 | 1                                 |
| グレーターベイ航空                   | 香港 | 1                                 |
| マカオ航空                           | マカオ | 1                                 |
| チャイナエアライン                   | 台北/桃園、高雄 | 2                                 |
| エバー航空                           | 台北/桃園、高雄 | 1                                 |
| タイガーエア台湾                     | 台北/桃園 | 1                                 |
| MIATモンゴル航空                     | ウランバートル | 1                                 |
| アエロ・モンゴリア                   | ウランバートル | 1                                 |
| ベトナム航空                         | ハノイ、ホーチミンシティ、ダナン、ニャチャン | 1                                 |
| ベトジェットエア                     | ハノイ、ホーチミンシティ、ダナン、ニャチャン、ハイフォン、フーコック島 | 1                                 |
| タイ国際航空                         | バンコク/スワンナプーム | 1                                 |
| タイ・エアアジア X                   | バンコク/ドンムアン | 1                                 |
| タイ・ベトジェットエア               | バンコク/スワンナプーム(2025年10月1日より運航開始予定) | 不明                              |
| フィリピン航空                       | マニラ、セブ | 1                                 |
| セブパシフィック航空                 | マニラ、セブ | 1                                 |
| エアアジア・フィリピン               | マニラ | 1                                 |
| シンガポール航空                     | シンガポール | 1                                 |
| スクート                             | 台北/桃園、シンガポール | 1                                 |
| マレーシア航空                       | クアラルンプール | 1                                 |
| エアアジア                           | コタキナバル | 1                                 |
| エアアジア X                         | クアラルンプール | 1                                 |
| バティック・エア・マレーシア         | クアラルンプール | 1                                 |
| ロイヤルブルネイ航空                 | バンダルスリブガワン | 1                                 |
| ガルーダ・インドネシア航空           | ジャカルタ、デンパサール | 2                                 |
| スカイアンコール航空                 | プノンペン | 1                                 |
| ラオス国営航空                       | ヴィエンチャン | 1                                 |
| ミャンマー国際航空                   | ヤンゴン | 1                                 |
| エア・インディア                     | デリー | 1                                 |
| スリランカ航空                       | コロンボ | 1                                 |
| エア・アスタナ                       | アルマトイ、アスタナ | 1                                 |
| ウズベキスタン航空                   | タシュケント | 1                                 |
| カノット・シャーク航空               | タシュケント | 1                                 |
| ターキッシュ エアラインズ            | イスタンブール | 1                                 |
| エミレーツ航空                       | ドバイ | 1                                 |
| エティハド航空                       | アブダビ | 1                                 |
| カタール航空                         | ドーハ | 1                                 |
| エチオピア航空                       | アディスアベバ、東京/成田 | 1                                 |
| エールフランス                       | パリ/CDG | 2                                 |
| フィンエアー                         | ヘルシンキ | 1                                 |
| KLMオランダ航空                      | アムステルダム | 2                                 |
| ルフトハンザドイツ航空               | フランクフルト、ミュンヘン | 1                                 |
| スイスインターナショナルエアラインズ | 季節運航 チューリッヒ | 1                                 |
| LOTポーランド航空                    | ワルシャワ、ヴロツワフ、ブダペスト | 1                                 |
| ユナイテッド航空                     | サンフランシスコ | 1                                 |
| デルタ航空                           | デトロイト、シアトル、アトランタ、ミネアポリス、ソルトレイクシティ(2025年6月12日より運航開始予定) | 2                                 |
| アメリカン航空                       | ダラス/フォートワース | 1                                 |
| ハワイアン航空                       | ホノルル(2025年11月21日をもって運休予定)、シアトル(2025年9月12日より運航開始予定) | 1                                 |
| エア・カナダ                         | バンクーバー、トロント | 1                                 |
| ウエストジェット航空                 | 季節運航 カルガリー | 1                                 |
| アエロメヒコ航空                     | メキシコシティ | 2                                 |
| カンタス航空                         | シドニー | 1                                 |
| ジェットスター航空                   | シドニー、ブリスベン | 1                                 |
| ニュージーランド航空                 | 季節運航 オークランド | 1                                 |

### 国内線
| 航空会社     | 就航地                                             | ターミナル |
| ------------ | -------------------------------------------------- | ---------- |
| 大韓航空     | 釜山（国際線乗継専用便）、大邱（国際線乗継専用便） | 2          |
| アシアナ航空 | 釜山（国際線乗継専用便）                           | 1          |

### 貨物便
- 大韓航空カーゴ
- アシアナ航空カーゴ
- エア・インチョン
- アトラス航空
- フェデックス・エクスプレス
- カリッタエア
- ポーラーエアカーゴ
- UPS航空
- ヴォルガ・ドニエプル航空
- ANA Cargo
運航はエアージャパン
- 日本貨物航空
- エア・ホンコン
- キャセイパシフィック・カーゴ
- カーゴルックス航空
- 中国国際貨運航空
- 中国貨運航空
- 中国郵政航空

など

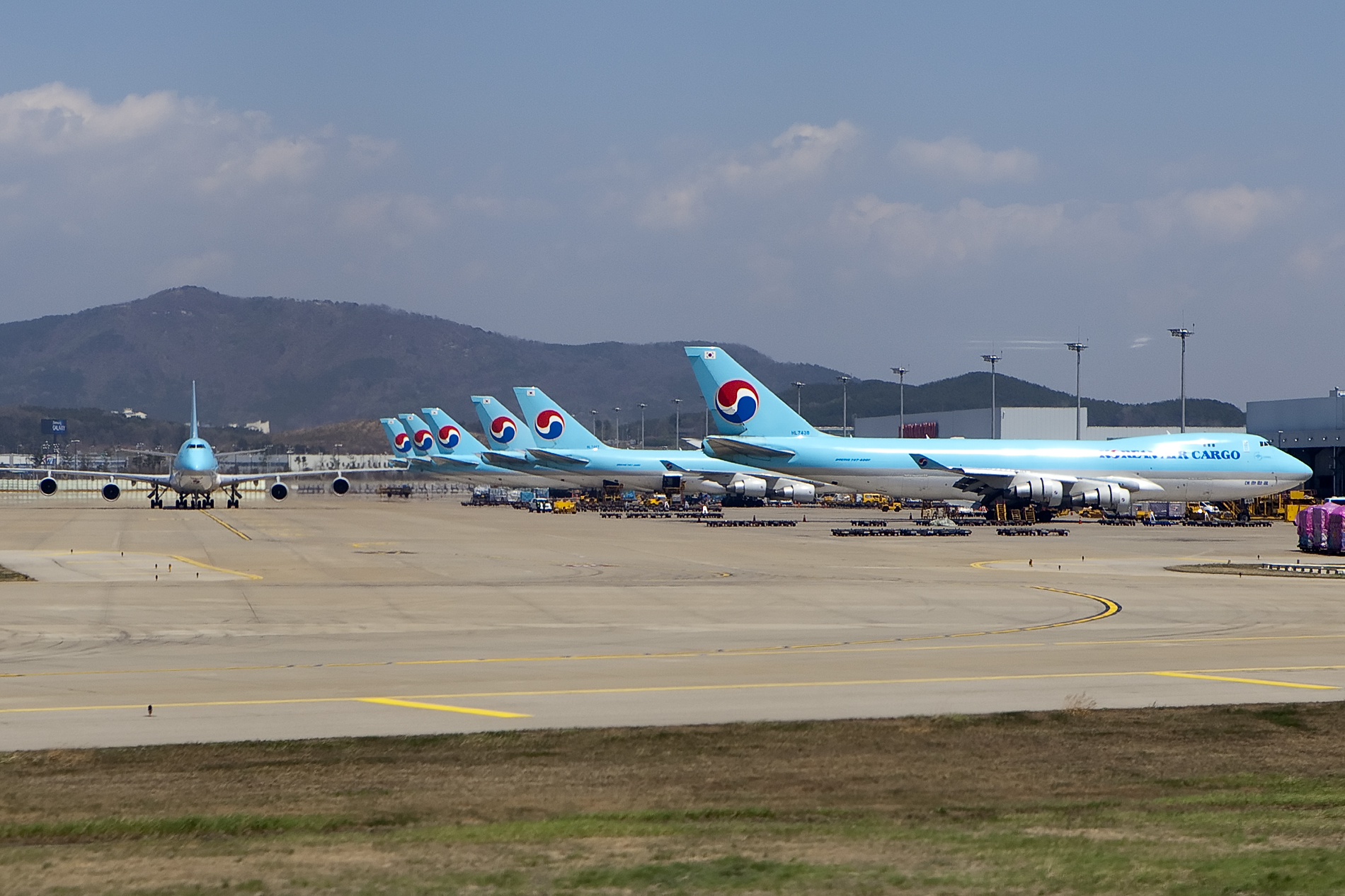
貨物地区に集まる大韓航空カーゴのボーイング747F

## 就航地

### 東アジア
- 韓国 : 釜山、務安、大邱
- 日本 : 東京/成田、東京/羽田、大阪/関西、大阪/神戸、名古屋/中部、札幌/新千歳、函館(2025年6月5日より就航予定)、青森、仙台、新潟、小松、静岡、岡山、広島、米子、高松、松山、徳島、福岡、北九州、佐賀、長崎、大分、熊本、宮崎、鹿児島、沖縄/那覇
  - 基本的に国内専用空港として運用されているソウル/金浦からも、定期便として東京/羽田線、大阪/関西線、名古屋/中部線がそれぞれ運航中。
- 中国 : 北京/首都、上海/浦東、広州、大連、瀋陽、長春、西安、ハルビン、延吉、牡丹江、青島、天津、南京、厦門、杭州、昆明、済南、煙台、深圳、合肥、成都、重慶、三亜、桂林、南昌、武漢、長沙、鄭州、威海、石家荘、中衛、黄山、塩城、張家界（2019年10月28日より就航予定）[18]
  - 北京/首都線、上海/浦東線はシャトル便として運航中。
  - ソウル/金浦から、定期チャーター便として上海/虹橋線を運航中。
- 香港 : 香港
- マカオ : マカオ
- 台湾 : 台北、高雄、台中
- モンゴル : ウランバートル

### 東南アジア
- フィリピン : マニラ、セブ、クラーク、カリボ、ラギンディガン、タグビララン[63]、プエルト・プリンセサ[64]
- ベトナム : ハノイ、ホーチミンシティ、ダナン、ニャチャン、ハイフォン、フーコック
- タイ : バンコク/スワンナプーム、バンコク/ドンムアン、プーケット、チェンマイ
- マレーシア : クアラルンプール、コタキナバル
- シンガポール : シンガポール
- インドネシア : ジャカルタ、デンパサール
- カンボジア : プノンペン
- ラオス : ヴィエンチャン
- ミャンマー : ヤンゴン

### 南アジア
- インド : デリー、ムンバイ
- ネパール : カトマンズ
- スリランカ : コロンボ
- モルディブ : マレ（コロンボ経由）

### 西アジア
- アラブ首長国連邦 : ドバイ、アブダビ
- カタール : ドーハ
- トルコ : イスタンブール
- イスラエル : テルアビブ
- サウジアラビア : リヤド

### 中央アジア
- ウズベキスタン : タシュケント
- カザフスタン : アルマトイ、ヌルスルタン
- キルギス : ビシュケク、
- トルクメニスタン : アシガバード
- アゼルバイジャン : バクー

### 西ヨーロッパ
- イギリス : ロンドン
- フランス : パリ
- オランダ : アムステルダム

### 南ヨーロッパ
- イタリア : ミラノ、ローマ、ヴェネツィア[65]
- スペイン : マドリード、バルセロナ
- ポルトガル : リスボン

### 中央ヨーロッパ
- ドイツ : フランクフルト、ミュンヘン
- オーストリア : ウィーン
- スイス : チューリッヒ
- ハンガリー : ブダペスト
- チェコ : プラハ
- クロアチア : ザグレブ
- ポーランド : ワルシャワ

### 北ヨーロッパ
- フィンランド : ヘルシンキ

### 北米
- アメリカ合衆国 : ワシントンD.C.、ニューヨーク/ケネディ、シカゴ、アトランタ、ロサンゼルス、サンフランシスコ、シアトル、ダラス・フォートワース、デトロイト、ラスベガス、アンカレッジ（貨物便）、ヒューストン、ミネアポリス[58]、ボストン[21]
- カナダ : トロント、バンクーバー
- メキシコ : メキシコシティ[66]

### オセアニア・太平洋
- 北マリアナ諸島 : サイパン
- グアム : グアム
- パラオ : コロール
- オーストラリア : シドニー、ブリスベン、ケアンズ（季節運航）
- ニュージーランド : オークランド
- アメリカ合衆国 : ホノルル（大韓航空KE1便とKE2便は、東京/成田経由便）

### アフリカ
- エチオピア : アディスアベバ

## アクセス

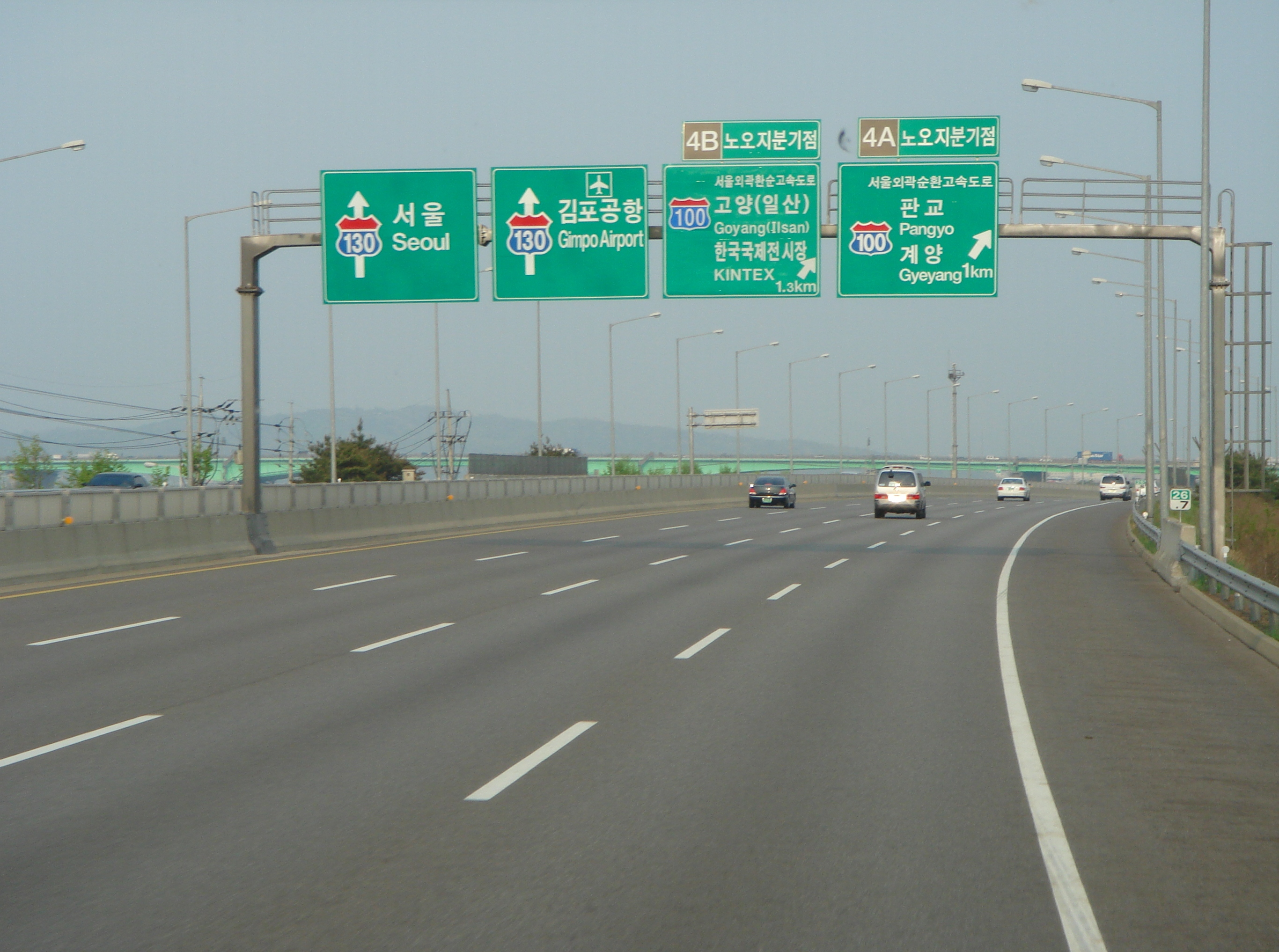
仁川国際空港高速道路

最新情報、詳細は 空港公式サイト を参照のこと。
各旅客ターミナルの間は、無料循環バスが運行されている（所要時間15分）。また、空港鉄道で移動することも可能（所要時間6分）。

### 空港鉄道

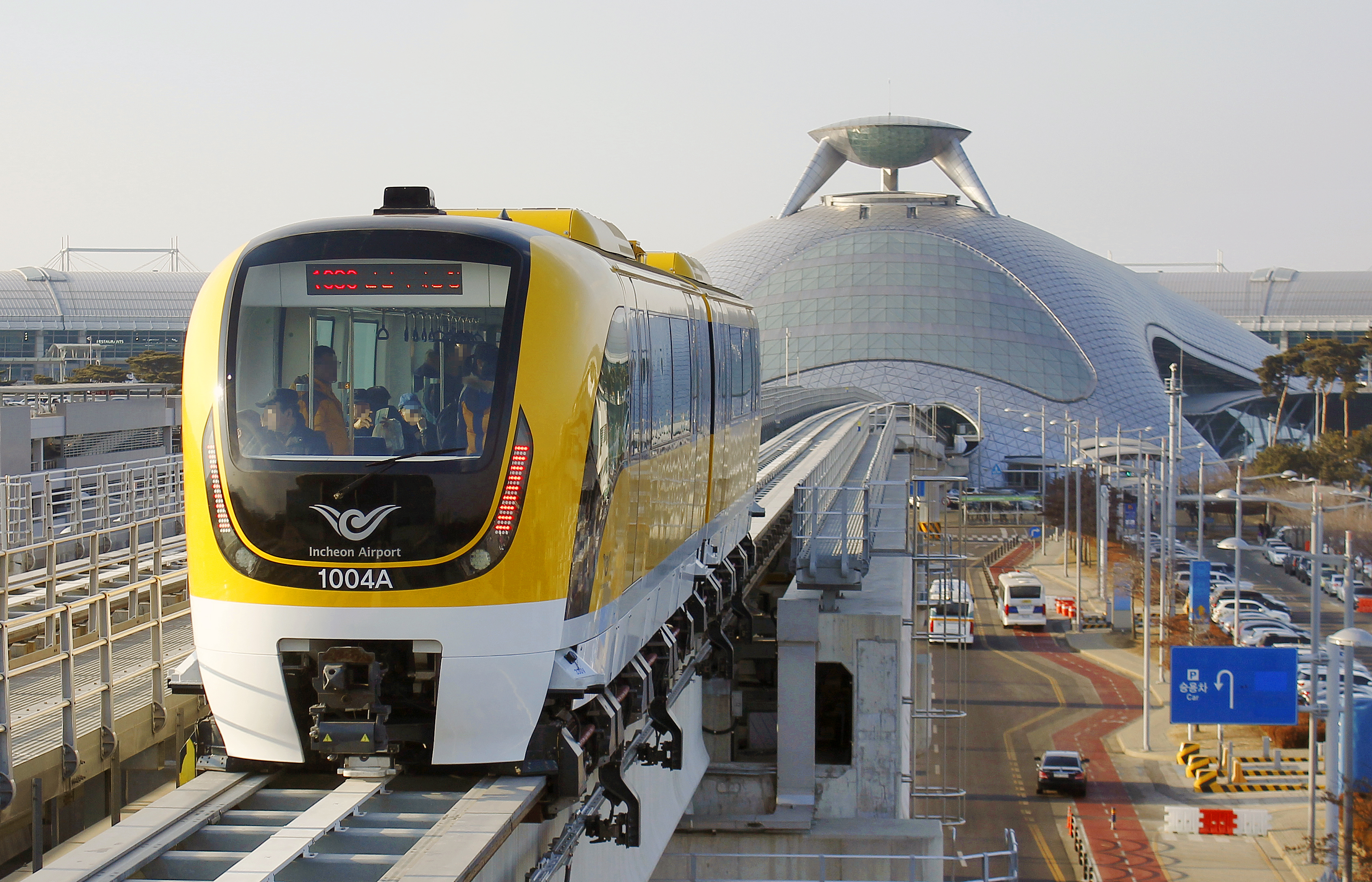
仁川空港磁気浮上鉄道

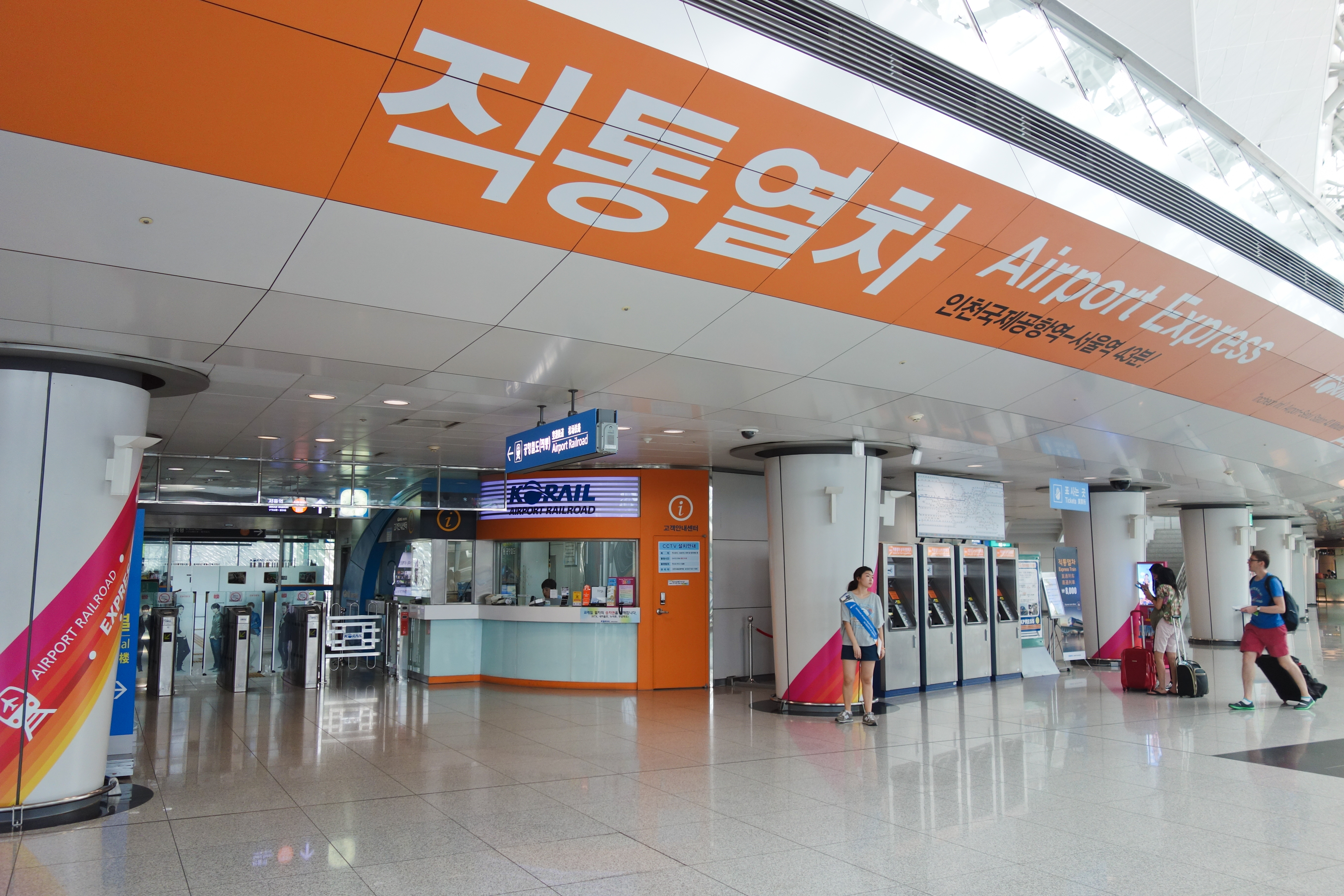
仁川国際空港1ターミナル駅

最新情報、詳細は、公式サイトを参照のこと。
- 空港連絡鉄道である仁川国際空港鉄道（A'REX）により、ソウル駅と結ばれている。
  - 直通列車：ソウル駅までノンストップ、43分（仁川国際空港1ターミナル駅基準）。
  - 一般列車：ソウル駅まで59分、金浦空港駅まで37分（仁川国際空港1ターミナル駅基準）。
- 仁川空港磁気浮上鉄道
- 第1旅客ターミナル 45番ブース案内センター及び交通センター地下1階でトラベルセンターを運営しており、乗車券のセットなどの限定商品を発売している。

### バス
高級リムジンバス

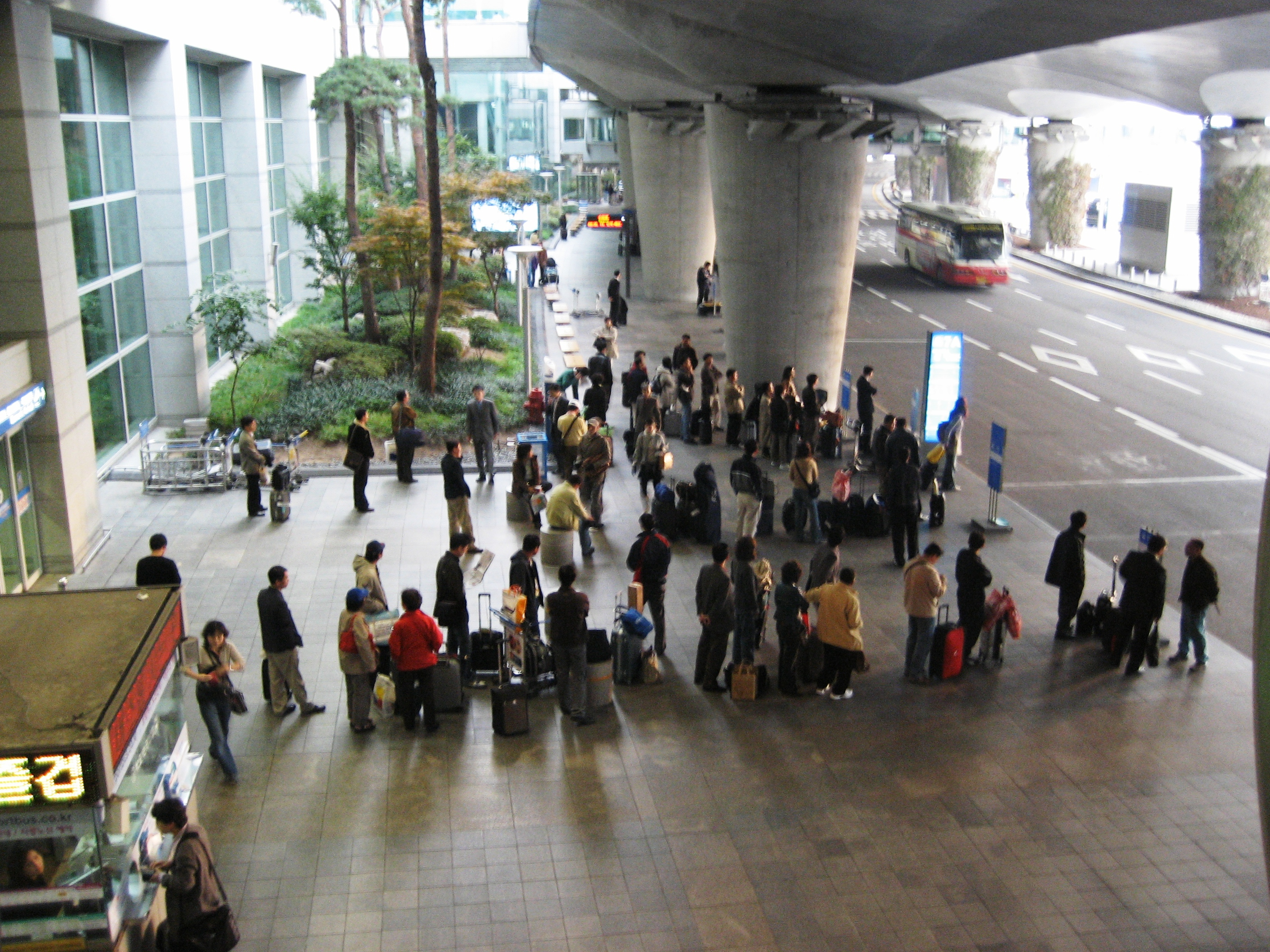
バス乗り場

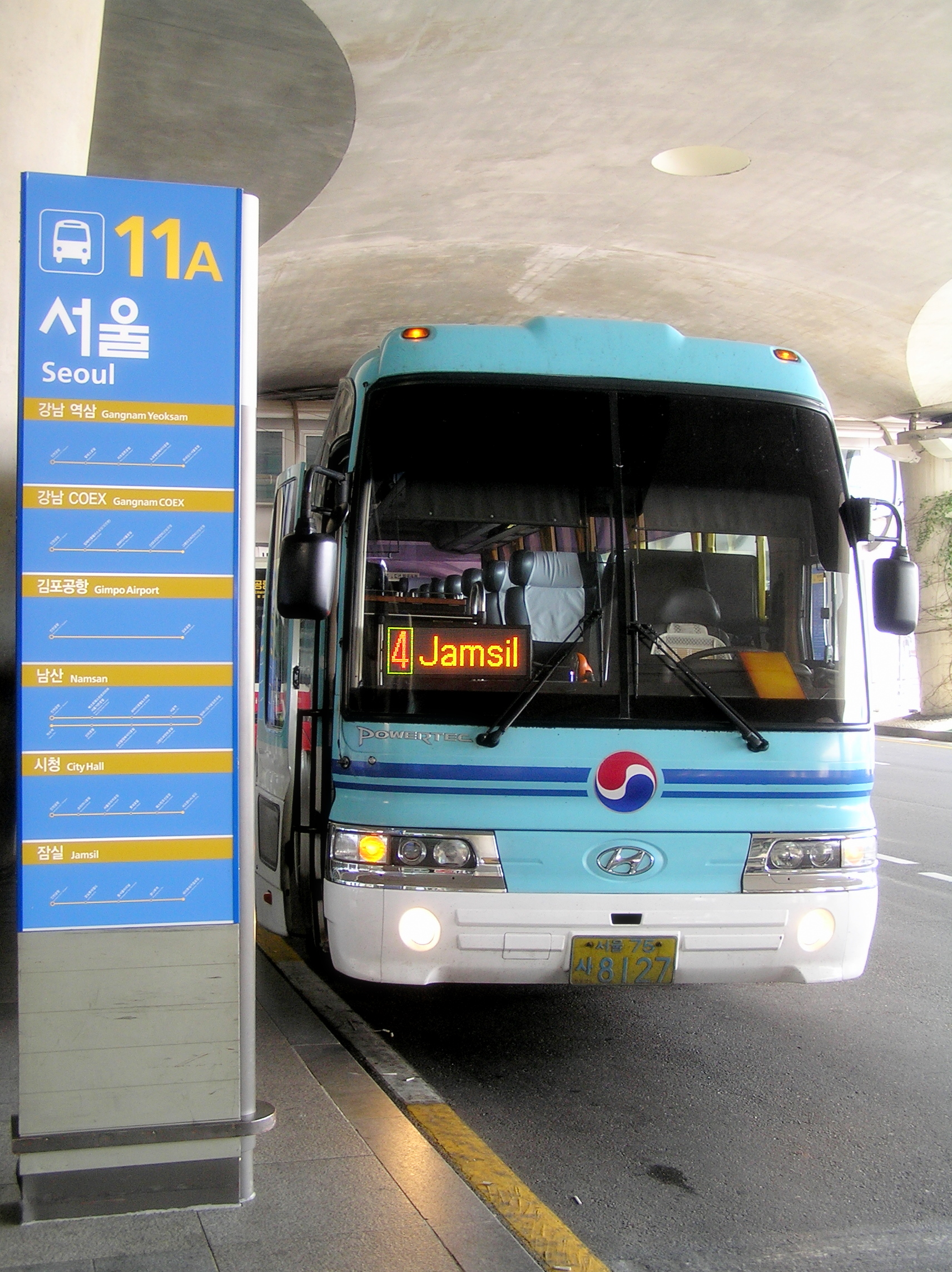
蚕室ゆきKALリムジンバス

ソウル都心の主要地域や有名ホテル、主な地方都市を結んでいる。3列シートで座席も広く、最近は地上波デジタル放送受信設備も備えたバスで運行される。これと同等の車両を使った都市間高速バスを優等バス（우등버스）と呼んでいるため、このバスについてもそう呼ぶ場合がある。
運行会社
- Kリムジン（旧KALリムジン）
- エアポート・リムジンバス
- ソウル空港リムジン

ほか
一般リムジンバス
ソウル近郊都市や地方都市を結んでいる。4列シートの一般的な高速バスで運行される。スーツケースなどの大きな荷物の扱いは、高級リムジンバスと同様に預ける場合もあるが、車内にスーツケース置き場が備えられている路線もある。かつては、ソウル都心を結ぶバスにも一般リムジンバスで運行する路線があったが、2020年代に入って全路線高級リムジンバスに転換され、座席数の減少と料金値上げが問題になっている。
運行会社
- エアポート・リムジンバス

ほか
その他
- 地方バス
  - 高級リムジン、一般リムジン、高速バス、市外バスが、韓国各地へ運行されている。
- 仁川市内バス
- 無料循環バス - 空港内施設を結ぶ[68]。

第2旅客ターミナル開業に伴い、市内方面は第2旅客ターミナル - 第1旅客ターミナルの順に、空港方面は第1旅客ターミナル - 第2旅客ターミナルの順に停車する。

### タクシー
一般中型タクシー、大型タクシー、インターナショナルタクシー、模範タクシーが利用できる。
インターナショナルタクシーに乗る場合は、仁川空港の到着ロビーのデスクで申し込みをしてから乗るパターンとなる。

## 評価
カナダのモントリオールに本部を置く国際空港評議会(ACI)が発表する「エアポート・サービス・クオリティ・アワード」でアジア太平洋地域の「地域別最優秀空港賞」を2004年-2016年に連続して受賞していたが、2017年は上位3位圏内にも入らなかった。イギリスの航空調査会社スカイトラックス社によるランキングでも2009年度、2012年度には1位になったこともある。また国際航空貨物取扱量では、2006年に成田国際空港を抜いて世界2位になったが、2015年にドバイ国際空港に抜かれ世界3位になった。
日本行き国際線は成田国際空港、東京国際空港、関西国際空港、中部国際空港、新千歳空港、福岡空港、那覇空港といった主要空港だけではなく、日本各地の地方空港と当空港を結ぶ便が多数就航している。このため、日本の地方空港から当空港の国際線各都市への乗り継ぎ空港として、頻繁に利用されている。

## 拡張計画

全体計画図

2009年以降は航空需要の増加に対応し、ハブ空港としての機能を強化するため拡張工事が進められている。

### コンコース（搭乗棟）増設計画
第1滑走路と第3滑走路の間には最大4棟のコンコース（搭乗棟）を建設できる広大な用地が確保されていた。2008年、コンコースAが供用を開始した。しかし、このあと計画が変更され、第2ターミナルが建設されることとなり、2013年着工、2018年開業した。残り1棟分の用地があるが、計画は未定である。建設用地の一部は駐機場として暫定利用されており、誘導路の分岐部は一部完成している。
ターミナルとコンコースの間は仁川国際空港シャトルトレインで結ばれている。

### 滑走路増設計画
滑走路は西側1本と東側2本が建設されたが、2021年に第4滑走路を西側に増設した。さらに、現在暫定的にゴルフ場となっている貨物ターミナル東側の空港用地に第5滑走路を設置する計画がある。

### 旅客ターミナル増設計画
第2旅客ターミナルは拡張工事が行われており、延床面積は73万㎡になる計画である。最終計画には空港貨物ターミナル駅付近にLCC向け第3旅客ターミナルを新設する計画が含まれている。

## 不祥事
- 2016年1月 - この月だけで密入国事件が2件発生し、専門家は人災（疎かな監視）を指摘している[75]。

## 事件・事故
- 2016年1月29日 - 1階の男子トイレでブタンガスのボンベ1本、ライター用のボンベ1本、及び500mlのミネラルウォーター1本がテープで貼り付けられた紙製の箱が見つかり、アラビア語で「お前らに送る最後の警告だ。神が処罰する」と書かれたメモが残されていた。メモはプリンターで印字されていたほか文法が不正確で、警察は犯人が自動翻訳機を使った可能性もあるとみて、テロ組織の犯行に見せかけた可能性も視野に入れて捜査している[76]。
- 2022年12月19日 - ビエンチャンに向かう途中のラオス航空機とエア・プレミア機が接触。ラオス航空機には乗客118人が搭乗していたが、怪我はなかった。乗客は代替機材でビエンチャンに向かった。事故原因は、地上操業者の運営ミスで発生したと知られた[77]。

## 画像
- チェックイン・カウンター
- 国際線出発案内板